# Saint-Souplet
Saint-Souplet is een gemeente in het Franse Noorderdepartement (Frans: département du Nord) (regio Hauts-de-France). De plaats maakt deel uit van het arrondissement Cambrai. Naast Saint-Souplet ligt in de gemeente ook het dorpje Escaufourt. De gemeente telde 1.197 inwoners op 1 januari 2022.

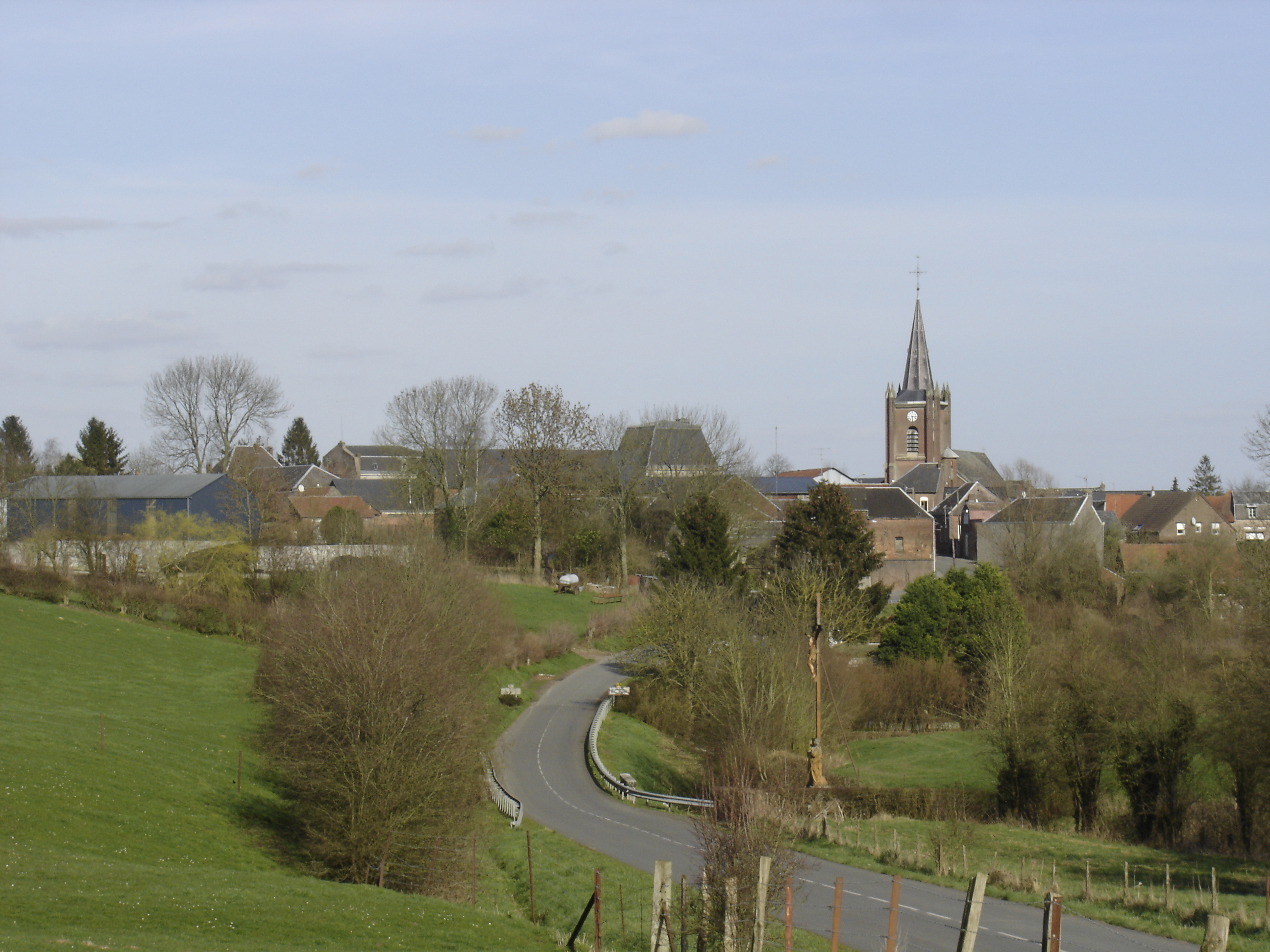
Zicht op Saint-Souplet

## Geografie
De oppervlakte van Saint-Souplet bedroeg op 1 januari 2022 12,66 vierkante kilometer; de bevolkingsdichtheid was toen 94,5 inwoners per km².

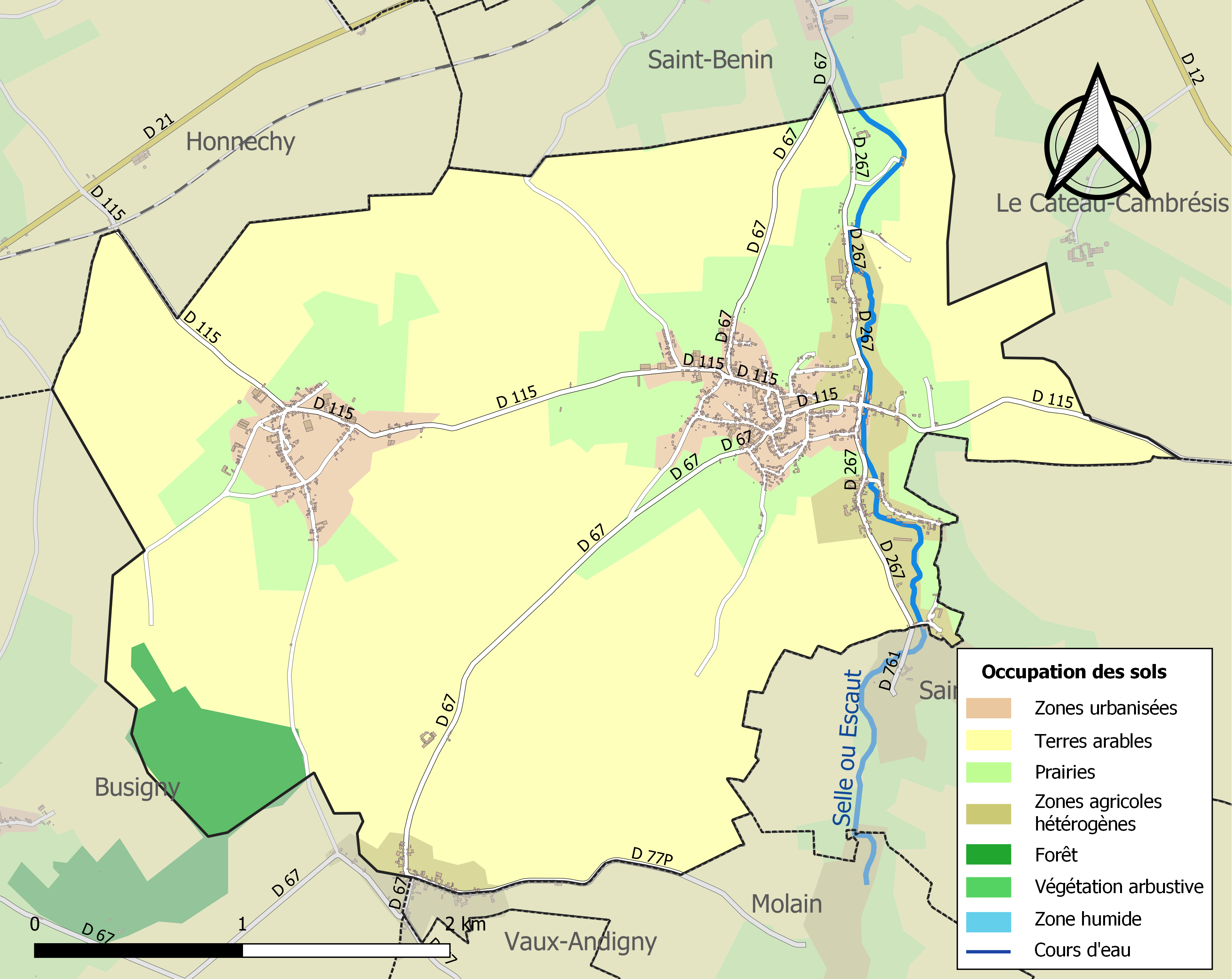
Kaart van de gemeente met belangrijkste infrastructuur, bodemgebruik en omliggende gemeenten

## Demografie
Onderstaande figuur toont het verloop van het inwonertal (bron: INSEE-tellingen).